# Manilkaramyia notabilis
Manilkaramyia notabilis är en tvåvingeart som beskrevs av Maia 2001. Manilkaramyia notabilis ingår i släktet Manilkaramyia och familjen gallmyggor. Inga underarter finns listade i Catalogue of Life.